# ماريا غوريتي
القديسة ماريا غوريتي (16 أكتوبر،1890 - 6 يوليو،1902) شهيدة الكنيسة الكاثوليكية في إيطاليا، وواحدة من أصغر القديسين المُطَيبين. ولدت لعائلة مزارعة، توفي والدها وهي في التاسعة من عمرها، وكان عليهم أن يتقاسموا منزلًا مع عائلة أخرى، عائلة سيرينيلي. تولت ماريا  المهام المنزلية بينما كانت والدتها وإخوتها وأختها يعملون في الحقول.
بعد ظهر أحد الأيام، حاول اليساندرو ابن سيرينيلس التحرش بها جنسيًا. وعندما رفضت الخضوع له، طعنها أربع عشرة طعنة. تم نقلها إلى المستشفى لكنها ماتت مسامحة له. وقد تم اعتقاله وإدانته وسجنه. وقد ندم أثناء سجنه. وبعد 27 سنة تم إطلاق سراحه، وزار والدتها لطلب العفو الذي منحته إياه. أصبح فيما بعد شقيقًا في الدير، ثم مات بسلام عام 1970. تم تطويبها عام 1947 ، ثم تقديسها عام 1950.

## السيرة الذاتية

### حياة سابقة
ماريا تيريزا غوريتي  12 ولدت في 16 أكتوبر 1890 في كورينالدو، في مقاطعة أنكونا، المملكة الإيطالية  لوالديها لويجي غوريتي وأسنونتا كارليني، وتعتبر هي الثالثة من سبعة أطفال: أنطونيو (الذي توفي في سن الطفولة)، انجيلو، ماريانو، أليساندرو، إرسيلي وتيريزا 
في الوقت الذي كانت فيه ماريا في الخامسة من عمرها، أصبحت أسرتها فقيرة لدرجة أنها اضطرت للتخلي عن مزرعتها والعمل لدى مزارعين آخرين. في عام 1896، انتقلوا إلى كولى جينتروكو، بالقرب من باليانو، على بعد حوالي 50 ميلاً خارج روما. ثم في عام 1899 إلى لافيرير  وكانوا يتشاركان مع عائلة أخرى مكونة من جيوفاني وسيرينيللي وابنهما أليساندرو. وسرعان ما أصبح أبوها مريضاً جداً بالملاريا، وتوفي عندما كانت تسع سنوات فقط. بينما كانت والدتها وأشقائها يعملون في الحقول، كانت تطبخ وتخيط وتعتني بأختها الصغرى تيريزا بالإضافة إلى تنظيف المنزل. كانت حياتها صعبة، لكن أفراد العائلة كانوا قريبين جدًا من بعضهم البعض.

### موت ماريا
في الخامس من يوليو عام 1902، كانت ماريا البالغة من العمر أحد عشر عامًا تجلس على الدرجات الخارجية لمنزلها، وكانت تخيط أحد قمصان أليساندرو وتعتني بتيريزا، بينما كان أليساندرو ابن سيرينيلي يحصد الفاصوليا في الفناء.  بملاحظة أنها بمفردها عاد إلى المنزل وهدد بطعنها إن لم تفعل ما طلبه؛ فقد كان ينوي اغتصابها. ومع ذلك قامت بتحذيره أن ما أراد أن يفعله هو خطيئة شنيعة وإن فعلها فسيذهب إلى الجحيم.حاولت الفرار بيأس واستمرت في الصراخ، «لا! إنها خطيئة! إن الله لن يرضى عن ذلك!» حاول خنقها أولاً، لكن عندما أصرت على الموت بدلاً من الخضوع له، طعنها 11 مرة. وقد حاولت الوصول إلى الباب، لكنه أوقفها بطعنها ثلاث مرات أخرى قبل الهروب.
أفاقت تيريزا مع الضجيج وبدأت في البكاء، وعندما جاء أسيونتا وجيوفاني للتحقق منها، وجدا ماريا تنزف على الأرض وأخذوها إلى أقرب مستشفى في نيتونو. خضعت لعملية جراحية بدون تخدير، ولكن إصاباتها كانت أقوى من مساعدة الأطباء. في منتصف الجراحة، استيقظت. قال لها الطبيب: «ماريا، أذكريني في الفردوس». نظرت إليه وقالت: «حسناً، من يعلم، من منا سيكون هناك أولاً؟» أجاب: «أنت يا ماريا». فقالت «إذن سأذكرك بكل سرور». كما أعربت عن قلقها بشأن أمها ومعيشتها. وفي اليوم التالي، بعد 244 ساعة أعربت عن مسامحتها لأليساندرو وذكرت أنها تريد أن تكون معه في السماء، ثم ماتت متأثرة بجراحها. 

#### قدم الصحفي نويل كروسز شرحًا أكثر تفصيلاً
في الخامس من يوليو عام 1902، في الساعة الثالثة بعد الظهر بينما كانت [أم ماريا] أسونتا والأطفال الآخرون في الحقل، اقترب سيرينيللي الذي كان يسعى باستمرار إلى استمالة الطفلة البالغة من العمر 12 عاما لاستغلالها جنسيًا. وبينما كانت تهتم ماريا بأختها الرضيعة، هددها أليساندرو بفأس 10 بوصة، وعندما رفضت - كما كانت دائما - طعنها 14 طعنة.
اخترقت الجروح حلقها، مع تهتم في القلب وغلافه والرئتين والحجاب الحاجز. فوجئ الجراحون أنها كانت على قيد الحياة. وبينما كانت تحتضر ففي حضور رئيس الشرطة أخبرت والدتها بمضايقة سيرينيللي الجنسيّة، ومحاولتين سابقتين لاغتصابها. كانت خائفة من الكشف عن هذا في وقت سابق لأنه  كان يهددها بالقتل.
وقد قدم المؤرخ الإيطالي جيوردانو برونو جيري في عام 1985 تقريرًا ثالثًا عن هذا الاعتداء. وقد اعترف أليساندرو وأكد أنه أثناء وجوده في السجن، قال إنه لم يكمل الاعتداء وماتت ماريا عذراء. وقد وصف جيري السلاح بأنه كان فأسًا وليس خنجر.